# لكواسم (أولاد بوجمعة)
لكواسم هو دُوَّار يقع بجماعة فضالات، إقليم بنسليمان، جهة الدار البيضاء سطات في المملكة المغربية. ينتمي الدوّار لمشيخة أولاد بوجمعة التي تضم 4 دواوير. يقدر عدد سكانه بـ 1004 نسمة حسب الإحصاء الرسمي للسكان والسكنى لسنة 2004.

## روابط خارجية
- البوابة الوطنية للجماعات الترابية نسخة محفوظة 12 مارس 2018 على موقع واي باك مشين.
- المندوبية السامية للتخطيط